# Enrique Simonet

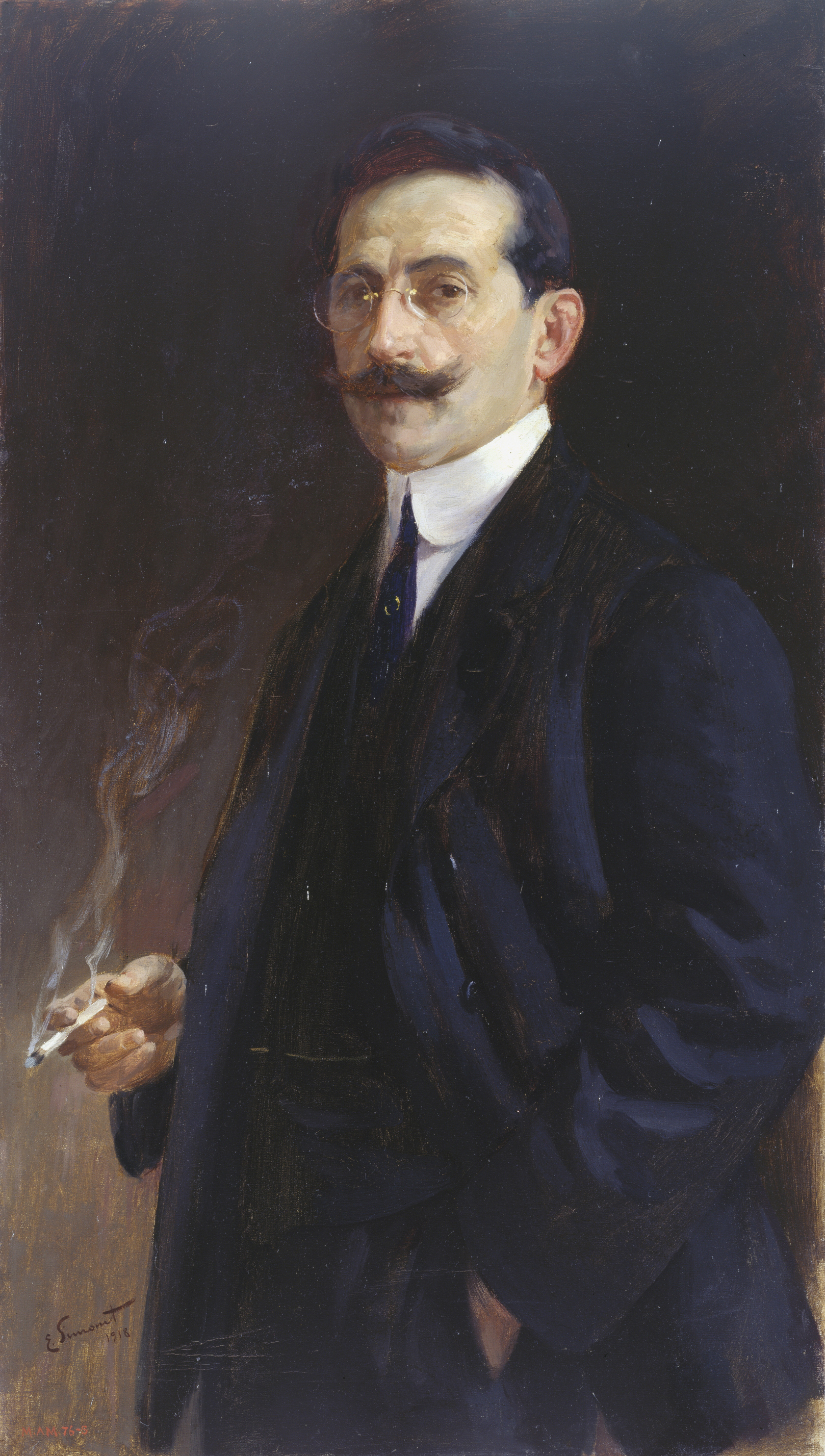
Selbstbildnis, 1918

Enrique Simonet (* 2. Februar 1866 in Valencia; † 20. April 1927 in Madrid) war ein spanischer Maler.

## Leben

### Anfänge
Enrique Simonet wurde am 2. Februar 1866 in Valencia geboren. Nach einem Studium der Malerei an der Real Academia de Bellas Artes de San Carlos de Valencia setzte er seine Ausbildung im Atelier des Malers Bernardo Ferrándiz in Málaga fort und schloss sich dem dortigen Künstlerkreis, der Escuela malagueña de pintura, an.

### Reisen

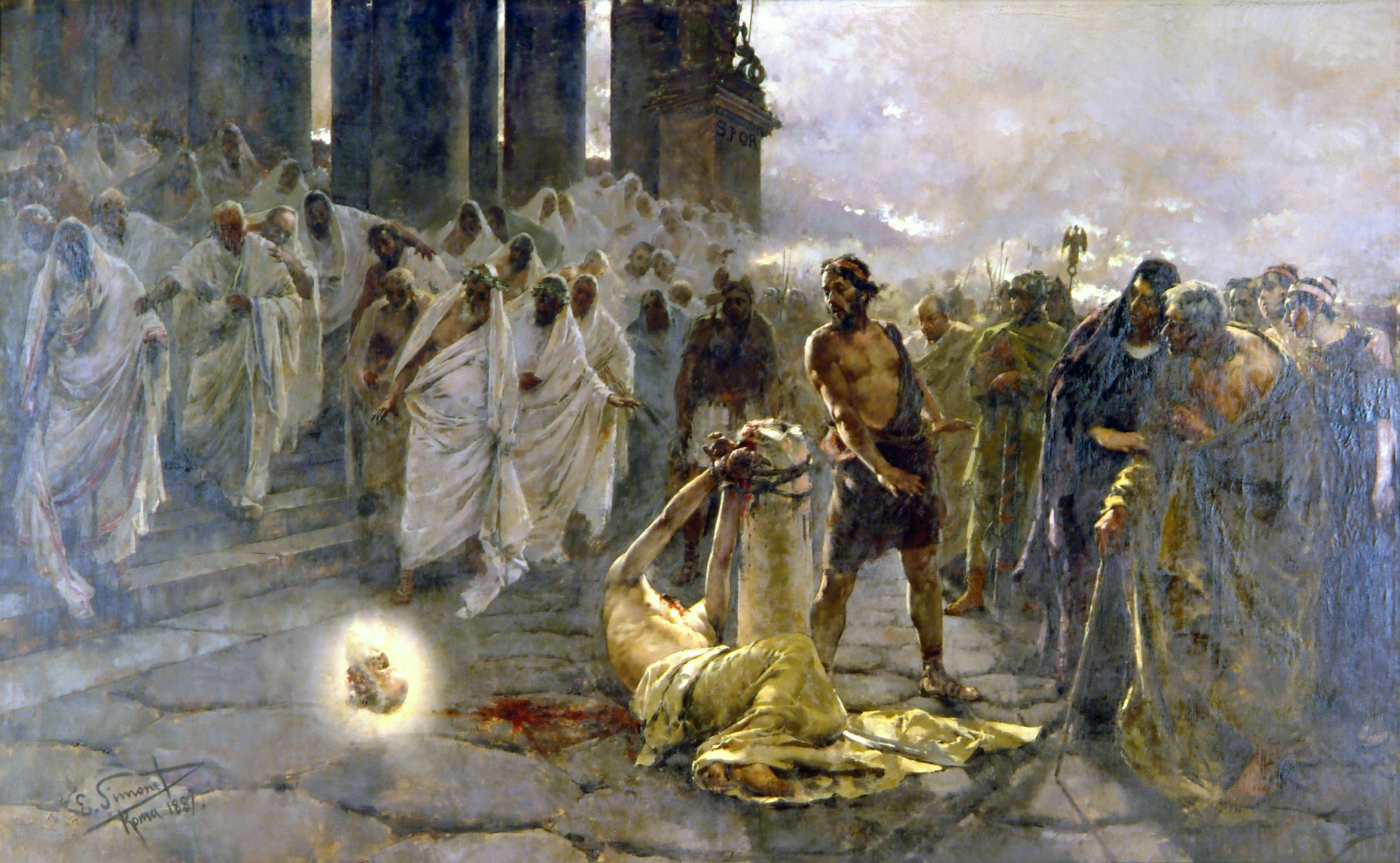
Enthauptung des Hl. Paulus, 1887

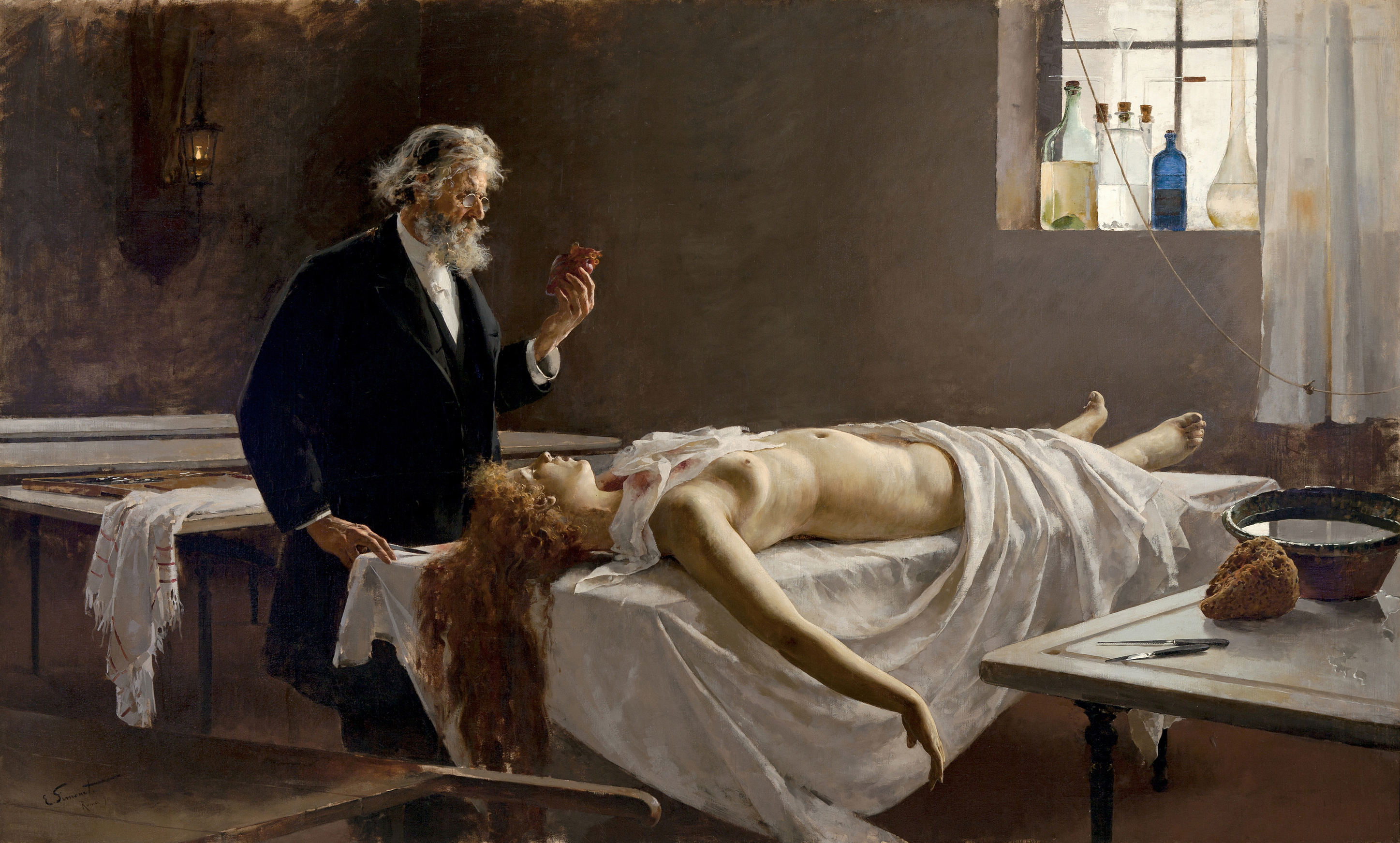
Anatomie des Herzens, 1890

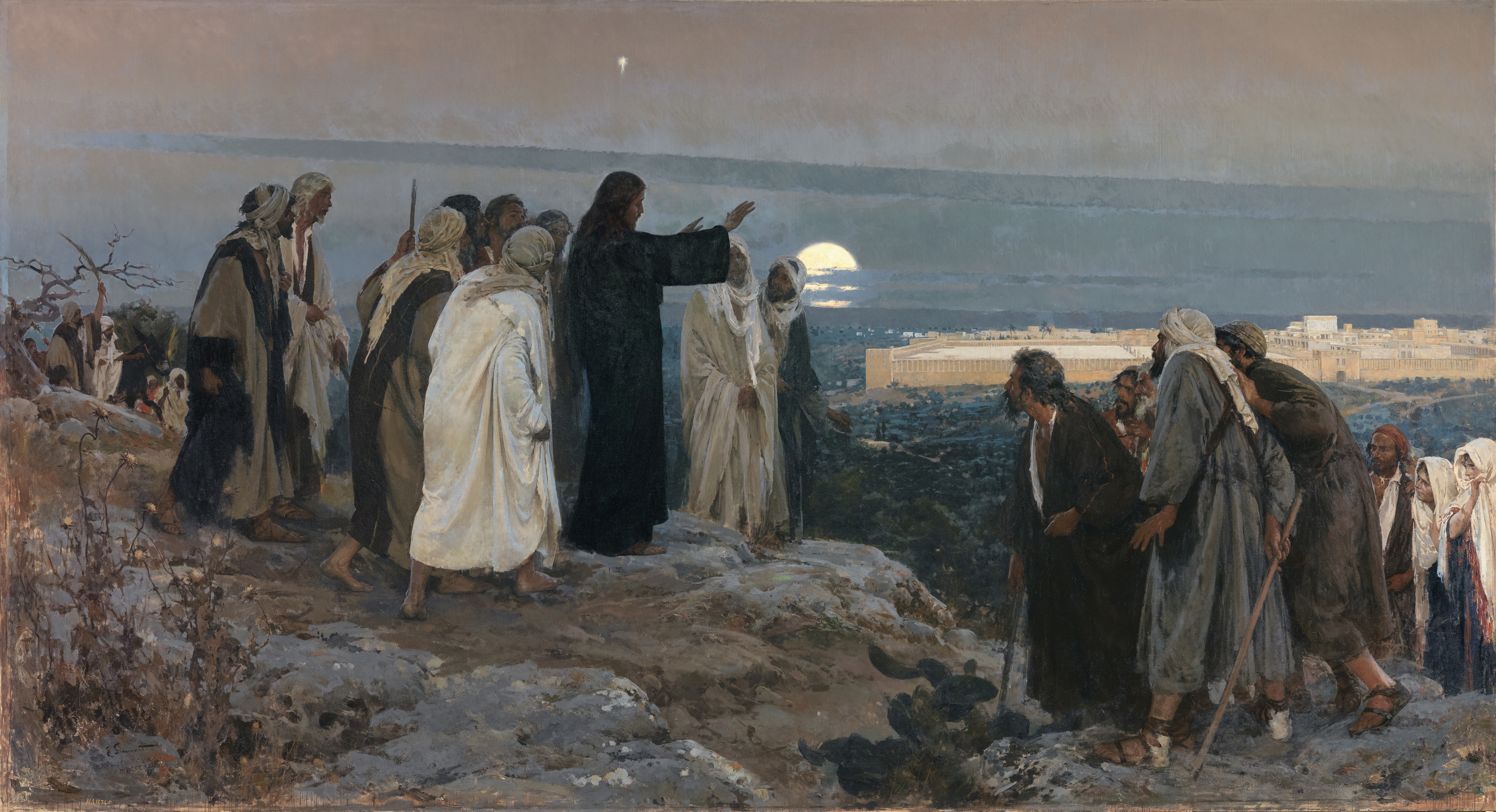
Flevit super illam, 1892

1887 ging Simonet nach Rom, wo er das Bild Enthauptung des Hl. Paulus malte, das sich heutzutage in der Kathedrale von Málaga befindet. Er unternahm Reisen durch ganz Italien, besuchte mehrmals Paris und unternahm 1890 eine Fahrt über das Mittelmeer. 1890 stellte er ebenfalls in Rom sein bekanntestes Werk fertig, die Anatomie des Herzens, auch Die Autopsie genannt.
Er reiste ins Heilige Land, wo er Eindrücke für sein Werk Flevit super illam sammelte, für das er zahlreiche Auszeichnungen erhielt, so den ersten Preis der Internationalen Ausstellung in Madrid 1892 sowie in Chicago 1893, in Barcelona 1896 und in Paris 1900.
Zwischen 1893 und 1894 reiste er als Korrespondent der Zeitschrift La Ilustración Española y Americana nach Marokko. 1901 erhielt er den Lehrstuhl für Studien der Formen der Natur und der Kunst an der Reial Acadèmia Catalana de Belles Arts de Sant Jordi in Barcelona.

### Letzte Jahre
Im Jahr 1911 wurde er Mitglied der Real Academia de Bellas Artes de San Fernando in Madrid. Da er sich auch der Landschaftsmalerei widmete, war er zwischen 1921 und 1922 Leiter der Residenz für Landschaftsmaler im ehemaligen Kloster von El Paular am Fuße der Sierra de Guadarrama. Darüber hinaus hatte er einen Lehrstuhl an der Schule für Malerei, Bildhauerei und Drucktechnik in Madrid inne.
Einrique Simonet verstarb am 20. April 1927 in Madrid.

## Werke (Auswahl)
- Enthauptung des Hl. Paulus (La decapitación de San Pablo), Öl auf Leinwand, 1887 – Kathedrale von Málaga
- Anatomie des Herzens (Anatomía del corazón), Öl auf Leinwand, 177 × 291, 1890 – Museo de Bellas Artes de Málaga
- Flevit super illam, Öl auf Leinwand, 296 × 550 cm, 1892 – Museo de Bellas Artes de Málaga
- Das Urteil des Paris (El juicio de Paris), Öl auf Leinwand, 215 × 331 cm, 1904 – Museo de Bellas Artes de Málaga